# Педро Серрано (моряк)
Педро Луіс Серрано був іспанським моряком, який, як припускається, вижив протягом восьми років (1526—1534) на невеликому безлюдному піщаному острові «Serrana Bank» (названий саме на честь Педро Серрано).
Подробиці цієї історії розрізняються, але найбільш поширений варіант, що його корабель затонув біля острову в Карибському морі біля берегів Нікарагуа у 1520-х роках. Він не мав доступу до прісної води і жив за рахунок крові та м'яса морських черепах, яких він ловив на острові.

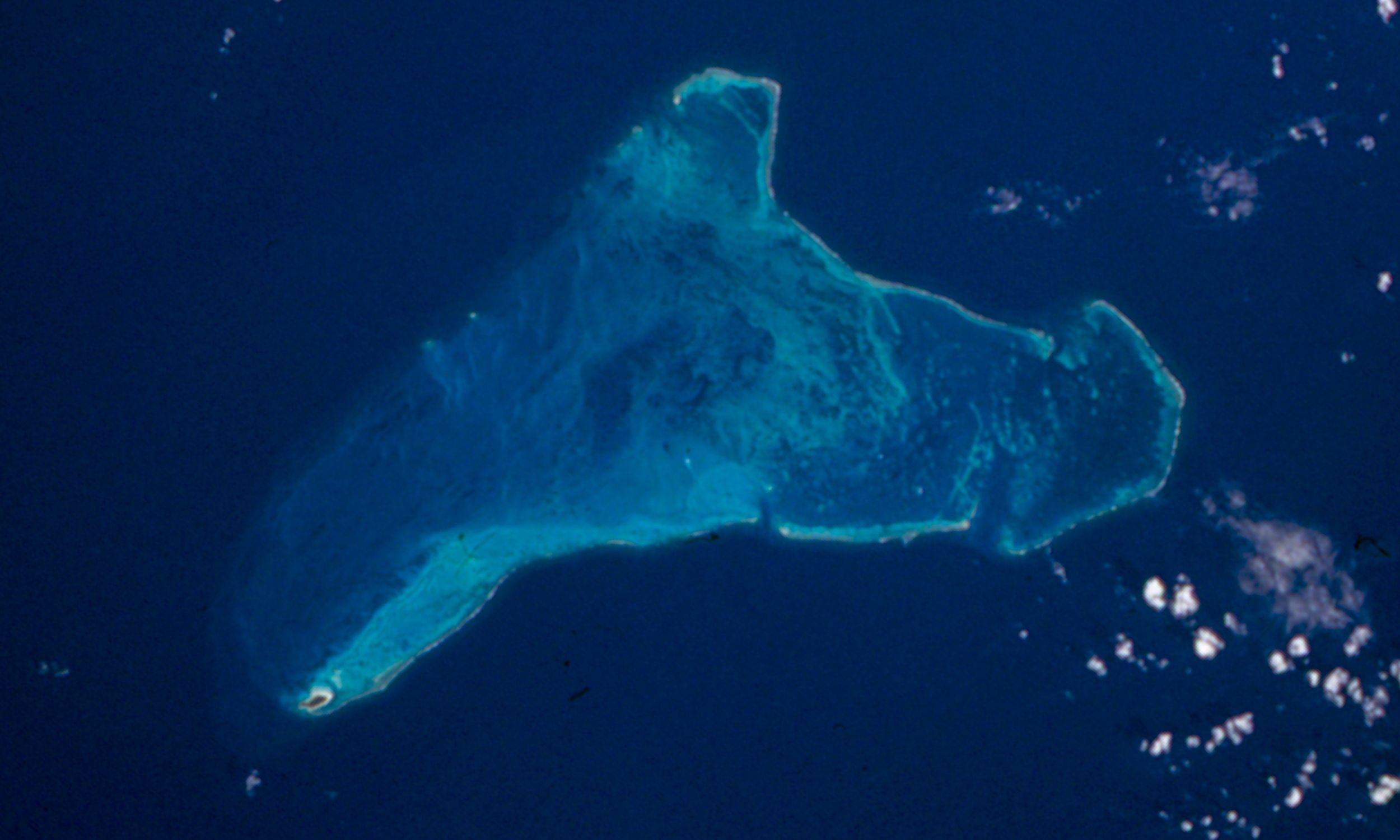
Фото «Serrana Bank» з повітря

Острів представляв з себе вузьку піщану смужку довжиною 8 кілометрів. Він був абсолютно пустельний, тут не знайшлося навіть прісної води. Врятувався матрос завдяки морським черепахам — єдиним гостям острову. Черепашачим м'ясом, висушеним на сонці, Педро зміг вгамувати голод, а з черепашачих панцирів зробив миски для збору дощової води.
Вогонь Педро Серрано зміг добути за допомогою каменів, за якими довелося багато разів пірнати в море. На самому острові каменів не було, їх вдалося знайти тільки на дні океану. Спалюючи сухі водорості і уламки дерев, принесених хвилями, моряк міг готувати їжу і зігріватися ночами.
Через 3 роки на острові з'явився ще один чоловік, який теж вижив після корабельної аварії. Його ім'я, на жаль, не збереглося через давність подій. Удвох вони провели на острові ще 7 років, після чого їх підібрав корабель, що проходив повз.
Одна з причин катастрофи, та те, що моряків довго не могли врятувати, полягала у відсутності острову на мапах того часу (лише у 1545 році острів вперше з'являється на мапі голландських мореплавців).